# 深圳公交M235路
深圳公交M235路，是从宝安客运中心开往罗田西公交总站的干线巴士，由深圳市西部公共汽车有限公司运营。

## 线路简介
- 深圳公交M235路由深圳市西部公共汽车有限公司营运。
- M235路从宝安客运中心开往罗田西公交总站，全长14.1公里，配车9台（截止2012年4月），车型为五洲龙客车FDG6111HEVG2空调客车；单程行驶时间约为50分钟。
- 服务时间：06:00-22:00
- 发车间隔：10-12分钟一班（平峰期）;7-8分钟一班（高峰期）

## 途径站点
- 宝安客运中心方向：罗田西公交总站 - 新安中学高中部 - 宝安行政中心 - 国际西岸大厦 - 新安地铁站 - 金泓凯旋城 - 宝安实验学校 - 新乐社区 - 建设银行 - 甲岸村 - 新安中学 - 宝城广场 - 宝安电子数码城 - 文汇花园 - 北方公司 - 流塘村 - 西乡办事处 - 港隆城 - 摄影产业园 - 庄边村 - 丽景城 - 宝安客运中心 (22站)

- 罗田西公交总站方向：宝安客运中心 - 丽景城 - 庄边村 - 摄影产业园 - 港隆城 - 西乡办事处 - 流塘村 - 北方公司 - 文汇花园 - 宝民派出所 - 25区商业街 - 汉宝大厦 - 甲岸村 - 建设银行 - 新安客运站 - 新乐社区 - 中南花园 - 金泓凯旋城 - 新安地铁站 - 国际西岸大厦 - 宝安行政中心 - 新安中学高中部 - 罗田西公交总站 (23站)

## 历史
- 深圳公交M235路在2010年9月10日开通，以西部公汽公司从628路和M209路抽取的5台海格客车KLQ6101G和3台宇通客车ZK6926HGA来营运，当时配车数为8台，开线时走向是从宝安客运中心往来国际西岸大厦。
- 2010年12月，该线路的3台宇通客车ZK6926HGA回到628路营运，M235路配车数仅5台。
- 2011年8月，西部公汽公司新购入一批五洲龙客车FDG6111HEVG2油电混合动力客车[2]，其中该线路分到9台。原来的5台海格客车KLQ6101G调至M349路（原604路）营运。由于该线使用五洲龙油电混合动力客车，国际西岸大厦没有给五洲龙油电混合动力客车充电的充电站，M235路的国际西岸大厦端总站搬迁延长至有充电站的罗田西公交总站。